# Rc
rc — інтерпретатор командного рядка для 10 версії Unix і операційної системи Plan 9 від Bell Labs. Нагадує оболонку Bourne shell, але має дещо простіший синтаксис. Створений Томом Даффом.

## Приклади
Для прикладу, скрипт написаний на Bourne shell
```
if
 
test
 
"
$1
"
 
=
 
hello
;
 
then

    
echo
 
hello,
 
world

else

    
case
 
"
$2
"
 
in

    
1
)
 
echo
 
$#
 
'hey'
 
"jude's"
$3
;;

    
2
)
 
echo
 
`
date
`
 
:
$*
:
 
:
"
$@
"
:
;;

    
*
)
 
echo
 
why
 
not
 
1
>
&
2

    
esac

    
for
 
i
 
in
 
a
 
b
 
c
;
 
do

        
echo
 
$i

    
done

fi

```

і той самий скрипт на rc
```
if(~ $1 hello)
    echo hello, world
if not {
    switch($2) {
    case 1
        echo $#* 'hey' 'jude''s'^$3
    case 2
        echo `{date} :$"*: :$*:
    case *
        echo why not >[1=2]
    }
    for(i in a b c)
        echo $i
}

```

Через те що if та if not це два різні оголошення, в деяких ситуаціях вони мають бути правильним чином згруповані.
Rc також підтримує гнучкіший пайпінг:
```
a |[2] b    # pipe only standard error of a to b — in Bourne shell as a 3>&2 2>&1 >&3 | b
a <>b       # opens b as a's standard input and standard output
a <{b} <{c} # becomes a {standard output of b} {standard output of c}

```